# Calyptomyrmex singalensis
Calyptomyrmex singalensis är en myrart som beskrevs av Baroni Urbani 1975. Calyptomyrmex singalensis ingår i släktet Calyptomyrmex och familjen myror. Inga underarter finns listade.